# Так и моћ Џу-Џуа (ТВ серија)
Так и моћ Џу-Џуа (енгл. Tak and the Power of Juju) америчка је CGI анимирана телевизијска серија која се емитовала на Никелодиону од 31. августа 2007. до 24. јануара 2009. Слабо базирана на истоименој видео игрици из 2003, серија садржи два једанаестоминутна сегмента спојена у једну епизоду. Так и моћ Џу-Џуа представља прву Никеолдионову CGI серију.